# William Hobbs (evezős)
William Barton Roger Hobbs (Ponce, Puerto Rico, 1949. július 30. – Dartmouth, Massachusetts, 2020. január 4.) olimpiai ezüstérmes amerikai evezős.

## Pályafutása
Az 1968-as mexikóvárosi olimpián kormányos kettesben az ötödik helyen végzett. Négy év múlva, az 1972-es müncheni olimpián nyolcasban ezüstérmes lett. Társai Lawrence Terry, Peter Raymond, Tim Mickelson, Eugene Clapp, Cleve Livingston, Michael Livingston, Paul Hoffman és testvére Franklin Hobbs voltak.

## Sikerei, díjai
- Olimpiai játékok
  - ezüstérmes: 1972, München (nyolcas)